# Banjo Corporation

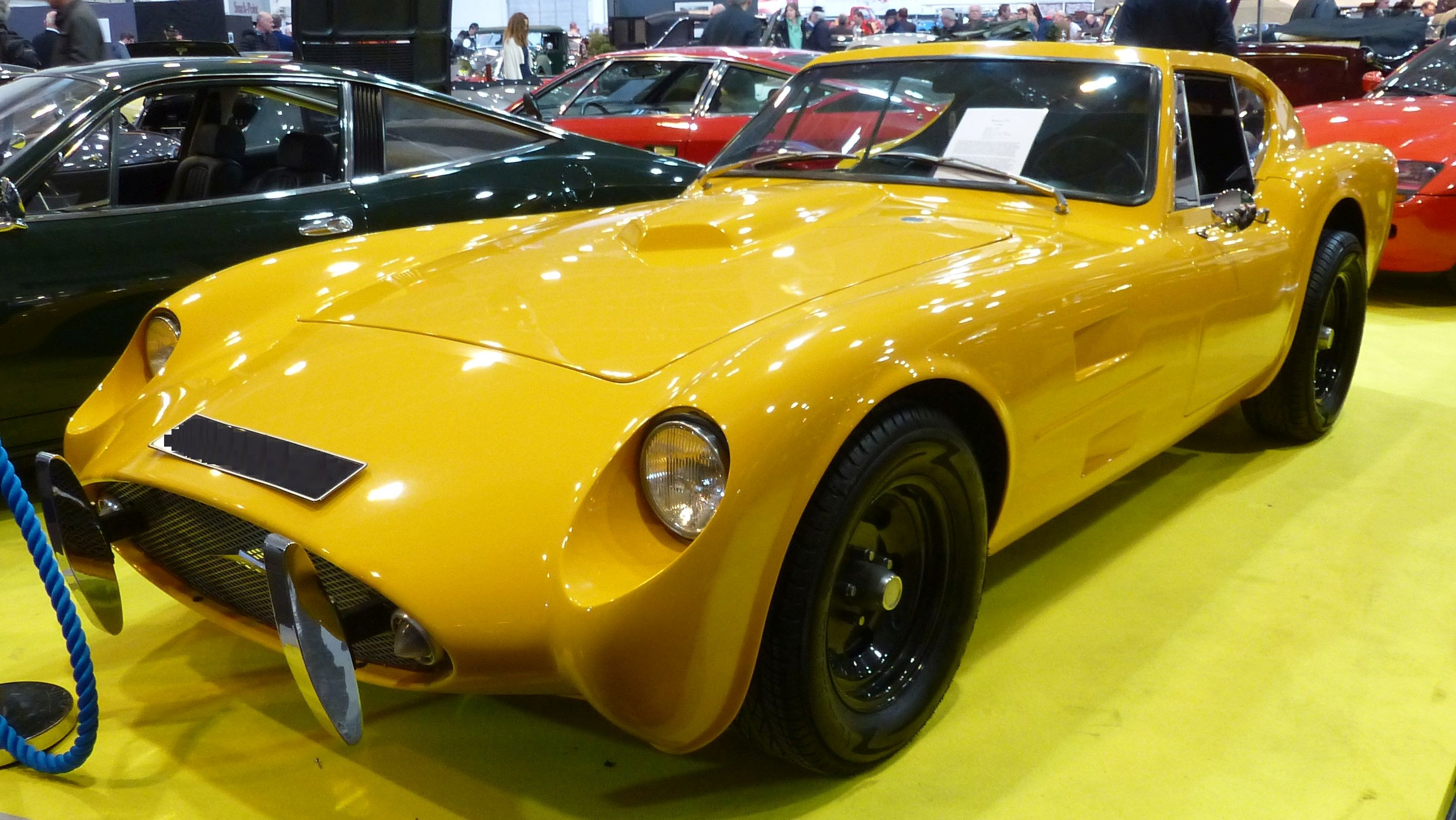
Banjo GT von 1970

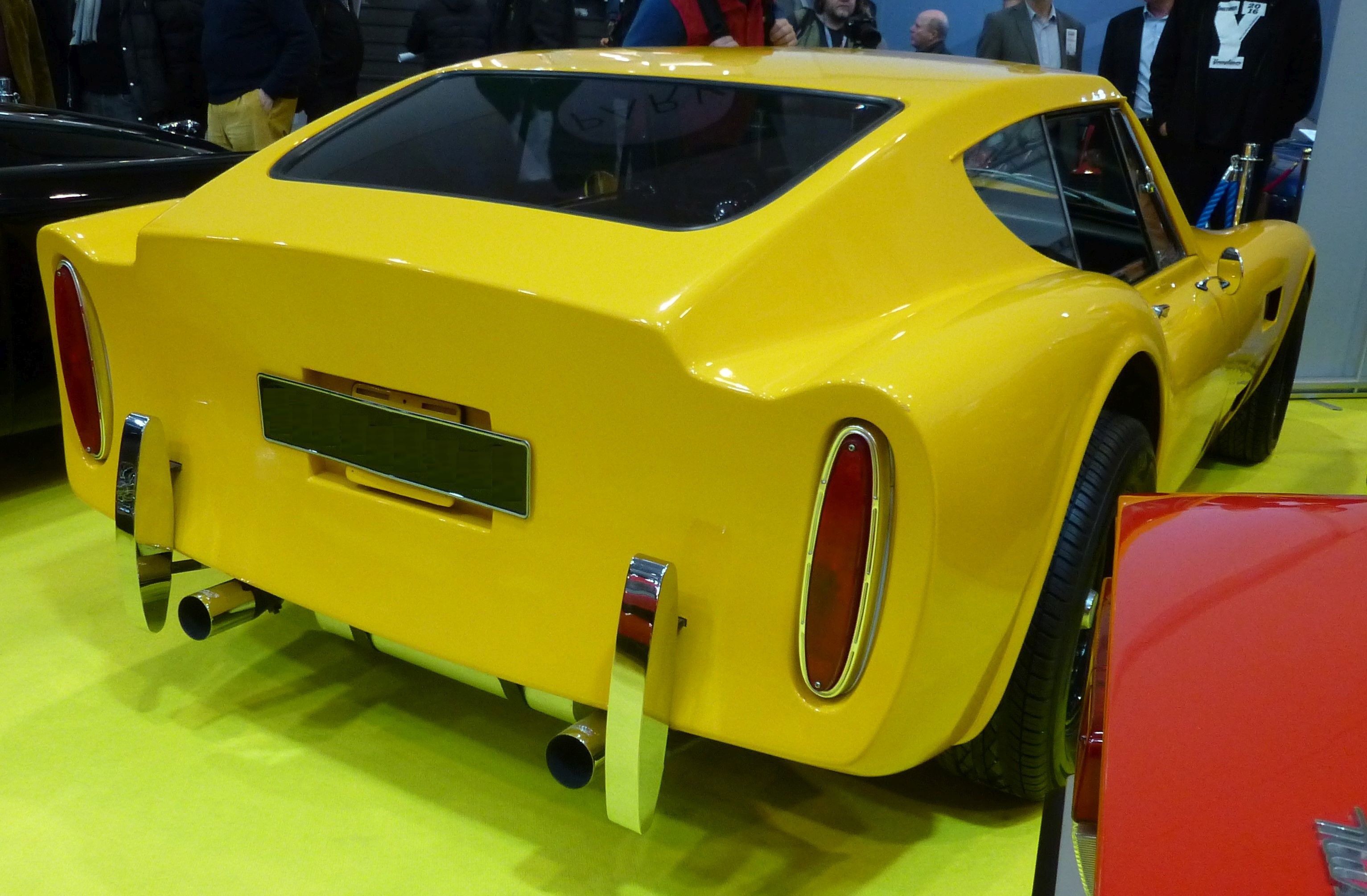
Heckansicht

Banjo Corporation ist ein US-amerikanisches Unternehmen.

## Unternehmensgeschichte
Das Unternehmen wurde am 28. April 1969 gegründet. Es hat seinen Sitz in Mineral City im Tuscarawas County in Ohio. Beteiligt waren anfangs John E. Finley, William B. Phillips und E. Lee Price.
In der Vergangenheit hat es Automobile und Kit Cars hergestellt. Eine Quelle gibt dafür den Zeitraum von 1968 bis 1970 an, also bereits vor der Gründung des Unternehmens. Der Markenname lautete Banjo. Insgesamt entstanden elf Fahrzeuge.
Marilyn S. Domer aus New Philadelphia im gleichen County hat seit 22. Juli 1998 den Posten einer Agentin bzw. einer Vertreterin inne. Morris Domer ist Präsident.

## Fahrzeuge
Das einzige Modell war der Banjo GT. Designer dieses Sportwagens war William Bruce Phillips. Das Coupé war mit nur 109 cm Höhe relativ flach. Außerdem wird ein Roadster genannt. Das Fahrgestell hatte 254 cm Radstand. Es war für die Aufnahme verschiedener V8-Motoren amerikanischer Hersteller ausgelegt.
Ein Fahrzeug wurde im März 2018 auf der Techno-Classica in Essen angeboten. Die Zeitschrift Octane berichtete bereits im März 2016 über das Fahrzeug.